# Daniel Hill

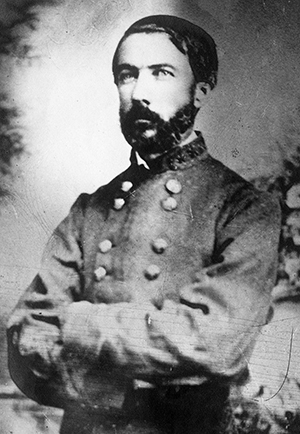
Portret Hilla wykonany przez George'a S. Cooka pomiędzy 1861–1865

Daniel Harvey Hill (ur. 12 lipca 1821 w hrabstwie York w Karolinie Południowej, zm. 24 września 1889 w Charlotte) – generał Armii Konfederacji w wojnie secesyjnej.
W 1842 ukończył Akademię Wojskową West Point, później służył w wojnie z Meksykiem, za wykazaną odwagę otrzymał rangę majora. Po wojnie pracował jako wykładowca matematyki w Washington College (obecnie Washington and Lee University). Założył North Carolina Military Institute w Charlotte. Po wybuchu wojny secesyjnej dołączył do konfederatów w stopniu pułkownika, podczas bitwy pod Big Bethel 10 czerwca 1861 otrzymał stopień generała porucznika. Wiosną 1862 dowodził dywizją w Armii Północnej Wirginii. Brał udział m.in. w bitwie pod Seven Pines (31 maja - 1 czerwca 1862), bitwach siedmiodniowych (25 czerwca - 1 lipca 1862), bitwie o South Mountain (14 września 1862), nad Antietam (17 września 1862), pod Fredericksburgiem (11–15 grudnia 1862), nad Chickamaugą (18-20 września 1863), pod Cold Harbor (31 maja – 12 czerwca 1864), pod Petersburgiem (1864–1865) i pod Bentonville (19-21 marca 1865). Krytykował dowództwo Roberta E. Lee i Braxtona Bragga. Po wojnie założył pismo „The Land We Love”, które wydawał w latach 1866–1869. Następnie 1877–1884 był pierwszym prezydentem University of Arkansas, a od 1885 prezydentem Military and Agricultural College of Milledgeville w Georgii.